# Chapelle de Rosemont
Pour les articles homonymes, voir Chapelle (homonymie) et Rosemont.
La chapelle de Rosemont est une formation rocheuse remarquable que l'on trouvait au pied des pentes du cône éruptif principal du piton de la Fournaise, le volcan actif de l'île de La Réunion, un département d'outre-mer français dans l'océan Indien. 
Elle a été engloutie par une coulée de lave le 13 juillet 2018.

## Localisation
Elle était située sur le territoire de Sainte-Rose à mi-distance à vol d'oiseau entre le point culminant du massif du Piton de la Fournaise et le pas de Bellecombe-Jacob, qui la surplombent tous les deux. On y accédait depuis ce dernier par un sentier de randonnée qui passe d'abord à proximité du Formica Leo, autre site notable de cette partie de l'Enclos Fouqué.

## Histoire
D'après les écrits laissés par Honoré de Crémont, ordonnateur de Bourbon à l'époque, la chapelle de Rosemont existait déjà lors de la première expédition menée au sein de l'Enclos Fouqué à la fin du mois d'octobre 1768. 
En octobre 1791, après l'éruption de l'été, le peintre J. J. Patu de Rosemont, qui fait partie de l'expédition sur le volcan conduite par le naturaliste Joseph Hubert et le capitaine Alexis Bert, fait un dessin de la formation rocheuse à laquelle on a donné son nom. 
Elle reçut par la suite la visite de Jean-Baptiste Bory de Saint-Vincent au début du XIXe siècle.
La chapelle de Rosemont a été engloutie par la coulée du 13 juillet 2018. 